# 엘로사리오

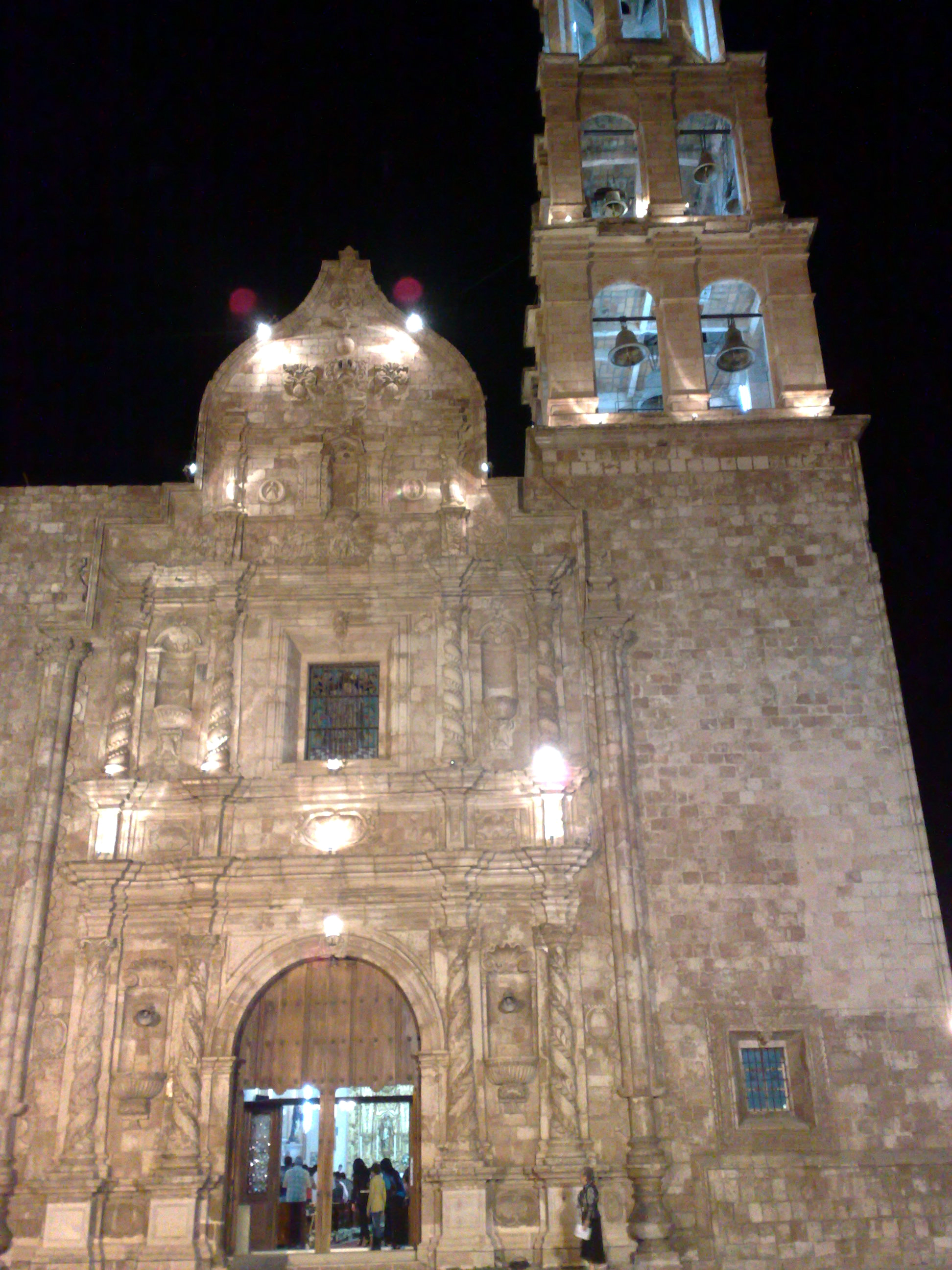
엘로사리오 묵주 기도의 성모 교회

엘로사리오(스페인어: El Rosario)는 멕시코 시날로아주에 위치한 도시로 인구는 16,002명(2010년 기준)이다.